# 7039 Ямаґата
7039 Ямаґата (7039 Yamagata) — астероїд головного поясу, відкритий 14 квітня 1996 року.
Тіссеранів параметр щодо Юпітера — 3,506.
Названо на честь Ямаґати (яп. やまがた(山形) ямаґата).